# FC Triesenberg
Der FC Triesenberg ist der Fussballverein der Liechtensteiner Gemeinde Triesenberg. Er wurde im Mai 1972 gegründet, die Vereinsfarben sind Blau und Gelb.

## Geschichte

Altes Logo (bis 2022)

Der FC Triesenberg ist einer von nur sieben Liechtensteiner Fussballvereinen. Um einen normalen Spielbetrieb zu haben, nimmt er deshalb wie alle anderen Liechtensteiner Vereine am Schweizer Ligabetrieb teil. Dort begann der Verein 1972 in der 4. Liga (damals sechsthöchste Spielklasse, heute siebthöchste) und wurde 1978 erstmals Meister, konnte sich aber in den Aufstiegsspielen nicht durchsetzen. Auch zwei Jahre später konnte man sich nach der Meisterschaft in den Aufstiegsspielen nicht behaupten. Erst in der Saison 1986/1987 gelangte man nach dem bereits dritten Meistertitel in die 3. Liga (Schweiz) (damals fünfthöchste Spielklasse, heute sechsthöchste). Bis 1998 konnte man sich in dieser Spielklasse halten, musste dann allerdings wieder absteigen. Drei Jahre nach dem Abstieg glückte die Rückkehr in die 3. Liga. In der Saison 2009/2010 wurde der Verein dort Meister und stieg erstmals in seiner Geschichte in die 2. Liga auf. In den Jahren 2015 und 2024 erreichte der FC Triesenberg das Finale des Liechtensteiner Cups, verlor beide allerdings mit 0:5 gegen den FC Vaduz. Seit 2015 ist Liechtenstein damit das einzige Land Europas, in welchem jeder Verein mindestens einmal im Cupfinale stand. In der Saison 2024/25 spielt die 1. Mannschaft in der 3. Liga.

## Spielstätte
Mit dem Bau der Sportanlage Leitawis wurde am 27. Oktober 1971 begonnen. Fast zwei Jahre später, am 23. September 1973, wurde der Spielbetrieb aufgenommen. Das Spielfeld hat eine Grösse von 98 × 56 Meter. Auf der Tribüne finden ca. 800 Zuschauer Platz, davon sind ca. 100 Plätze überdacht. 2017 wurde die Anlage renoviert und auf den neuesten Standard gebracht und hat seitdem 2 Grossraumkabinen, 5 kleine Kabinen für Junioren und 2 Schiedsrichterkabinen.

## Erfolge
- Aktive
  - Pokalfinalist 2015, 2024
  - Aufstieg in die 2. Liga: 2010
  - Aufstieg in die 3. Liga: 1987, 2001
- B-Junioren
  - Landesmeister: 1983, 1989, 1990
- D-Junioren
  - Landesmeister: 1977, 1989, 1990